# Liste von Programmiersprachen
Dies ist eine Liste von Programmiersprachen.

## 0–9
- 4D

## A
- A#
- ABAP
- ABC
- Ablaufsprache
- Action
- ActionScript
- Active Oberon
- ACUCOBOL
- Ada
- ADbasic
- Adenine
- Agda
- AgentSheets & AgentCubes
- AIMMS
- Aldor
- Alef
- Aleph
- ALGOL (Algol 60, Algol W, Algol 68)
- Alice
- AmigaBASIC
- Amiga E
- AML
- AMOS BASIC
- AMPL
- AngelScript
- Ansys Parametric Design Language
- Anweisungsliste (AWL)
- Apex
- APL
- App Inventor
- AppleScript
- Applied Type System
- Arden-Syntax
- ARexx
- Arity/Prolog32
- ARLA
- ASIC
- Atlas Transformation Language
- Autocoder
- AutoHotkey
- AutoIt
- AutoLISP
- Automatically Programmed Tools (APT)
- awk (awk, gawk, mawk, nawk)

## B
- B
- B-0
- B4X
- BANCStar
- BASIC, siehe auch Liste von BASIC-Dialekten
- bc
- Batch
- Bash
- Basic Combined Programming Language (BCPL)
- BeanShell
- Befunge
- Beta (Programmiersprache)
- BLISS (Programmiersprache)
- Blitz Basic
- BlocksCAD
- Boo
- Brainfuck, Brainfuck2D
- Business Basic eXtended

## C
- C
- C++
- C++/CLI
- C−−
- C#
- C/AL
- Caml, siehe OCaml
- Carbon
- Catrobat
- Ceylon
- C for graphics
- Chef
- CHILL
- ChucK
- CL
- Clarion
- Clean
- Clipper
- CLIPS
- CLIST
- Clojure
- CLU
- Cluster
- Co-array Fortran
- COBOL
- Cobra
- CoffeeScript
- COMAL
- COMPACT II
- Cω
- COMIT
- Common Lisp
- Component Pascal
- Comskee
- Continuous Function Chart
- Conzept 16
- CPL
- Crystal
- Curl
- Curry
- CycL
- Cython

## D
- D
- DarkBASIC
- Dart
- Datalog
- dc
- DEC Text Processing Utility
- Delphi, siehe Object Pascal
- Digital Command Language (DCL)
- Dylan
- Dynamo

## E
- E
- Easytrieve
- Eiffel
- ELAN
- Elixir
- Elm
- Emacs Lisp
- Enterprise Generation Language (EGL)
- Erlang
- Executive Systems Problem Oriented Language (ESPOL)
- Esterel
- Euler
- Euphoria
- EXAPT

## F
- F (Variante von Fortran)
- F#
- Factor
- Faust
- FileMaker Script
- FlagShip
- Flavors
- FLOW-MATIC
- FOCAL (HP-41)
- Forth
- Fortran
- Fortress
- FRACTRAN
- FreeBASIC
- FreeMat
- Funktionsbausteinsprache (FBS oder auch Siemens FUP)

## G
- G
- Gambas
- Game Maker Language (GML), siehe Game Maker
- GAUSS
- GDScript
- Generative Modelling Language (GML)
- GFA-BASIC
- Gleam
- Go
- Gofer
- Gosu
- GPSS (General Purpose Simulation System)
- GrGen.NET
- Grape
- Groovy

## H
- Hack
- HAL
- Haskell
- Haxe
- High Level Shading Language (HLSL)
- Hollywood
- HQ9+

## I
- iCon-L
- Industrial Robot Language (IRL)
- Inform
- Interactive Data Language (IDL)
- INTERCAL
- Interpress
- Io
- IoBroker
- ISWIM

## J
- J
- J#
- Jasmin
- Java
- JavaScript (JScript, ECMAScript, DHTML)
- Job Control Language (JCL)
- JOVIAL
- Joy
- JScript
- JScript .NET
- Julia
- Jython (JPython)

## K
- KiXtart
- Kontaktplan (KOP)
- Kornshell
- Kotlin

## L
- LabVIEW
- Lean
- Liberty Basic
- Limbo
- Linda
- Linden Scripting Language (LSL)
- Linear Programming Language (LPL)
- Lingo
- Lisp
- Lite-C
- Logo
- LOLCODE
- LotusScript
- LPC
- Lua
- Luna
- Lustre

## M
- M
- M4
- Malbolge
- Maple
- Mathematica
- Matlab
- Max/MSP
- MDL
- Mercury
- Mesa
- MetaQuotes Language MQL4/MQL5
- Miranda
- MIXAL
- ML
- Modula (Modula-2, Modula-2+, Modula-3)
- Monkey X
- MPD
- MUMPS

## N
- Nasal
- Natural
- NetLogo
- NeWS
- Newsqueak
- NewtonScript
- NewLISP
- Nice
- Node-RED
- Not Quite C (NQC)
- Not eXactly C (NXC)
- Nyquist

## O
- Oberon
- Objective-C
- Objective-C++
- OCaml
- Object Pascal
- Occam
- Octave
- Ook!
- ooRexx
- Opal
- OPL
- OpenGL ES Shading Language
- OpenGL Shading Language
- Oz

## P
- Pacbase
- Pascal
- Pascal Script
- Pawn
- PEARL
- Perl
- Phalanger
- Pharo
- Phoenix Object Basic
- PHP
- Piet
- Pike
- PILOT
- PL/0
- PL/I
- PL/M
- PL/S
- PL/SQL
- Plankalkül
- PostScript
- POW!
- PowerScript
- PowerShell / PowerShell Core
- Processing
- PROGRES
- Prolog (Arity Prolog, Turbo Prolog, Sicstus, CLP, CLPR)
- PROSA
- PS 440
- PureBasic
- Pure Data
- Python

## Q
- Q#
- QuakeC
- QML
- Quartz Composer

## R
- R
- Racket
- Raku
- REBOL
- REXX
- Robot Karol
- RPG
- Ruby
- Rust

## S
- S
- S-Lang
- SabreTalk
- SAIL (Stanford AI Language)
- SAS
- SassScript
- Sather
- Scala
- Scilab
- Scheme
- Strukturierter Text (SCL)
- Scratch
- Script.NET
- Server Side Includes (SSI)
- sed
- Seed7
- Self
- SETL
- Shakespeare
- Shell (sh, ksh, bash, csh, zsh)
- Simula und Simula-67
- Simulink
- Sing#
- Slate
- Sleep
- Smalltalk
- Snap!
- SNOBOL4
- Solidity
- Spec#
- Specification and Description Language (SDL)
- Squeak
- Squirrel
- SR
- Standard ML (SML)
- StatPascal
- StepTalk
- STOIC
- STOS BASIC
- Strongtalk
- StarOffice Basic (auch bekannt als StarBasic und OOoBasic)
- Swift
- SuperCollider
- Superplan
- System Management Language (SML)

## T
- TACL
- TADS
- TAL (Transaction Application Language)
- Tcl
- TECO
- TELON (auch CA-Telon)
- TI-Basic
- Timing Definition Language (TDL)
- Transact-SQL
- TTCN
- TTCN-3
- Turing
- TypeScript

## U
- Unified Expression Language
- UnrealScript

## V
- Vala
- VEE
- Visual Basic Classic (VB)
- Visual Basic .NET (VB.NET)
- Visual Basic for Applications (VBA)
- Visual Basic Script (VBScript)
- Visual FoxPro
- Visual J++
- Visual Objects (VO)
- Vienna Definition Language (VDL)
- VisSim
- Vulcan.NET

## W
- WEB
- Web Language
- Wolfram Language
- Whitespace
- WinDev
- WordBasic
- WMLScript
- Wyvern

## X
- X10
- Xbase++
- XL
- XL (XML-Programmiersprache)
- Xojo
- XProfan
- XSL Transformation (XSLT)
- Xtend

## Z
- Zig
- Zonnon